# Hotel Adlon
(motto dell'hotel)
L'Hotel Adlon (oggi: Hotel Adlon Kempinski) è uno storico hotel di Berlino, costruito originariamente nel 1907 e ricostruito nel 1997 dopo l'incendio che lo aveva completamente distrutto nel 1945. Situato nella via Unter den Linden, nel quartiere di Berlin-Mitte, è considerato l'albergo più lussuoso della città: vi hanno soggiornato molte celebrità della politica e del mondo dello spettacolo, tanto da averne fatto una sorta di hotel-"mito"

## Storia

### Il vecchio Hotel Adlon

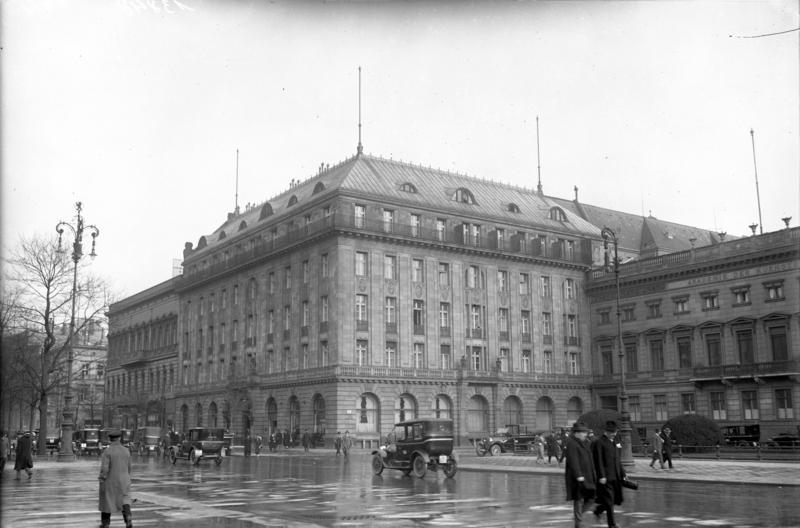
Il vecchio Hotel Adlon nel 1926

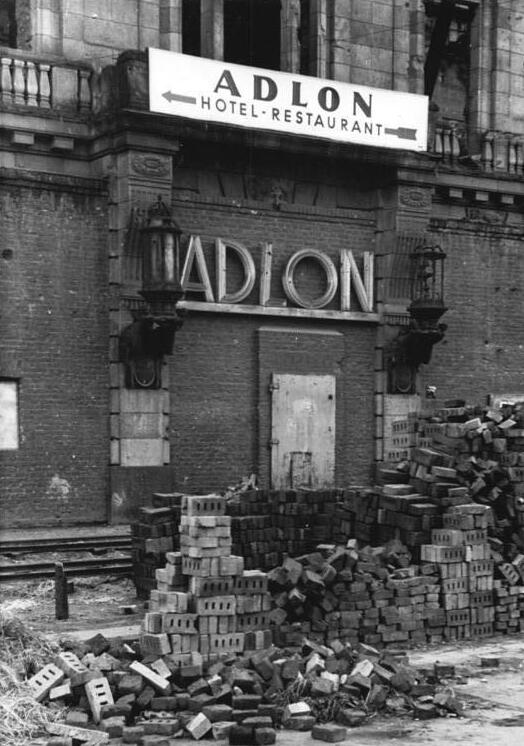
Le macerie del vecchio Hotel Adlon

L'originario Hotel Adlon fu fatto costruire nel 1907 da Lorenz Adlon, un fabbricante di mobili originario di Magonza.. Adlon, che si era trasferito a Berlino intorno l 1880, dopo aver acquistato un ristorante al nr. 55 di Unter den Linden (1880), le terrazze del Zoologischer Garten Berlin, ecc., volle realizzare un albergo lussuoso, dotato di elettricità ed acqua corrente, cosa insolita per l'epoca.
Il progetto fu affidato all'architetto Carl Gause (1851-1907), che aveva già progettato in precedenza altri hotel di Berlino, quali l'Hotel Bristol, l'Hotel Savoy, ecc.  La costruzione dell'albergo costò circa 15-17 milioni di marchi.
L'albergo fu inaugurato il 27 ottobre di quell'anno: a tagliare il nastro fu l'imperatore Guglielmo II.
L'albergo acquisì subito grande popolarità presso le famiglie nobili, che furono disposte a vendere le loro residenze invernali pur di poter soggiornare nelle suite dell'Hotel Adlon. E tra le circa 1,5-1,7 milioni di persone che nel 1925 visitarono Berlino, molte scelsero l'Hotel Adlon.
Nel 1935 divenne direttore dell'albergo Louis Adlon, figlio di Lorenz Adlon.
Tra il 1935 e il 1945, divenne un luogo dove venivano prese importanti decisioni diplomatiche, anche se il Terzo Reich vi preferiva l'Hotel Kaiserhof nella Wilhelmstraße e lo stesso Adolf Hitler visitò l'Adlon soltanto una volta in occasione dei Giochi Olimpici del 1936. A quell'epoca, l'Hotel Adlon si guadagnò inoltre l'appellativo di "piccola svizzera in Germania. "Non è vero che Hitler odiasse Amburgo, come amano dire gli amburghesi, che continuano a crogiolarsi nel mito che la città cosmopolita e borghese fosse odiata dal rozzo Fuehrer. È falso: è stato lì ben 72 volte. Un mito simile circondava il famoso Hotel Adlon di Berlino: anche in questo caso, non è vero che Hitler non lo amasse". Sandner ha trovato una foto che ritrae Hitler con frack e bombetta all'Adlon dopo la cosiddetta "notte dei lunghi coltelli", quando il leader nazista decapitò i vertici delle sue squadre speciali, le SA. (Harald Sandner Hitler.The Itinerary, (Berlin Story Verlag), un tomo da 2.432 pagine con 1.494 fotografie storiche e 721 contemporanee)
A pochi giorni dal termine della seconda guerra mondiale, nella notte tra il 2 e il 3 maggio 1945, l'albergo andò quasi completamente distrutto a causa di un incendio.
L'incendio risparmiò soltanto un'ala dell'edificio: questa parte dell'hotel fu in seguito utilizzata all'epoca della DDR prima come hotel e poi tra gli anni settanta e la metà degli anni ottanta come alloggio per insegnanti e studenti.
Questa parte fu però demolita nel 1984: il documento che ne sanciva l'ordine di demolizione fu firmato da Erich Honecker.

### Il nuovo Hotel Adlon
Dopo la riunificazione delle due Germania, iniziò la ricostruzione dell'hotel secondo il modello originario, ma modificandolo con numerosissime licenze stilistiche perfettamente visibili, confrontando le fotografie d'epoca e l'attuale aspetto esterno. Inoltre, non fu prevista la ricostruzione della giunzione con il restante compendio architettonico della Pariser Platz mediante il Palazzo Arnim (che aveva ospitato l'Accademia di Belle Arti di Berlino sino all'avvento del nazismo) ed la Rohdich'sches Legatenhaus (già Palazzo Wrangel), sostituiti con discusse quanto estrinseche strutture ultramoderne
Il nuovo Hotel Adlon fu inaugurato il 27 agosto 1997 alla presenza del presidente tedesco Roman Herzog.
Il nuovo hotel ospitò in seguito celebrità quali la regina Elisabetta II d'Inghilterra, Barack Obama, Condoleezza Rice, Michael Jackson, Brad Pitt e Angelina Jolie, Ashton Kutcher e Demi Moore, Penélope Cruz, ecc.

## Cifre dell'hotel
- Un pernottamento in una delle tre suite presidenziali dell'attuale Hotel Adlon costa a partire da 12.000 fino ad arrivare a 19.000 euro a seconda della suite desiderata[2].

## L'Hotel Adlon nella cultura di massa

### Cinema e fiction
- Hotel Adlon, film del 1955 diretto da Josef von Báky e con protagonisti Sebastian Fischer, Nelly Borgeaud, René Deltgen, Werner Hinz, ecc.[5]
- Unknown - Senza identità, film del 2011 diretto da Jaume Collet-Serra e con protagonisti Liam Neeson e Diane Kruger.[6]
- Una famiglia (Das Adlon. Eine Familiensaga), miniserie televisiva del 2013, diretta da Uli Edel e con protagonista Josefine Preuß.[7]